# بقدونس إفرنجي

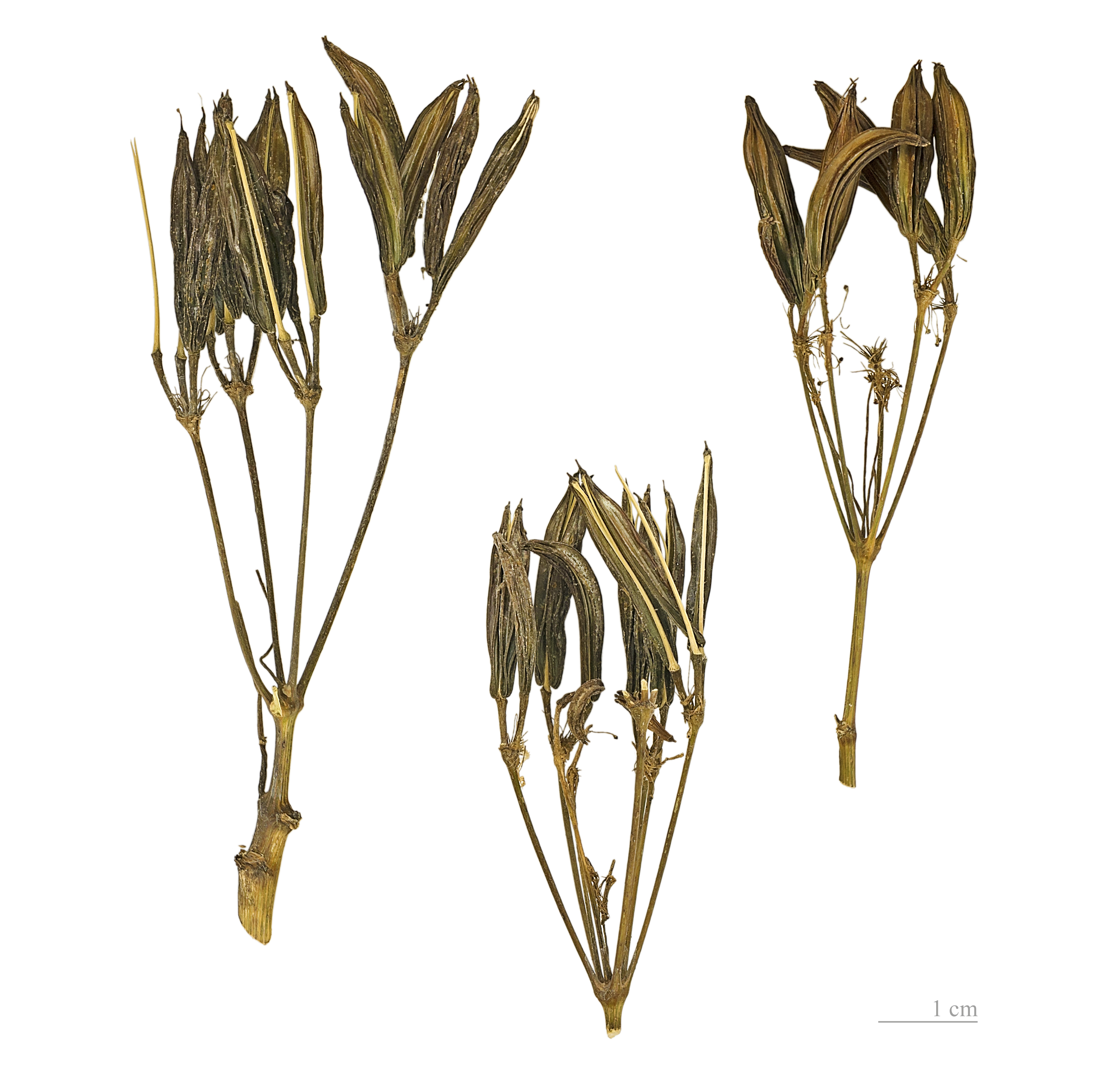
Myrrhis odorata

البقدونس الإفرنجي أو سرفل عطري أو سرفيل مسكي  أو سِرفِل عطر أو مِرّس أو مِرا نوع نبات عطري يتبع الفصيلة الخيمية ويسمى (باللاتينية: Myrrhis odorata).
موطن النبات الأصلي هو أوروبا الوسطى. هو النوع الوحيد في جنس (بالإنجليزية: Myrrhis)‏. النبات عشبي معمر يصل ارتفاعه إلى مترين. الأزهار بيضاء.
البقدونس الافرنجي معروف علميًّا باسم السرفيل البقليّ (Anthriscus cerefolium) .الاستخدام الأكثر شعبية للبقدونس الفرنسيّ هو في الطبخ، وخاصّة المطبخ الفرنسيّ. نجده في العجّة وغيرها من وصفات البيض والسلطات والحساء. بالإضافة إلى الطبخ، فإنّ أوراق وأزهار هذا النبات لها أيضًا استخدامات طبّيّة معيّنة.  فهو يتمتّع بتاريخ طويل من الاستخدام في الطبّ الشعبيّ وذلك بفضل غناه بالزيوت العطريّة التي يمكن أن تعالج أمراض الجهاز الهضميّ، ومشاكل الجهاز التنفسيّ، وآلام المفاصل والعضلات، وغيرها الكثير. سمّي قديمًا بالمرّ بسبب زيته الطيّار الذي يشبه رائحة مادّة المرّ الراتنجيّة.
يضمّ البقدونس الفرنسيّ 12 نوعًا، بعضها يعتبر من الحشائش الضارّة. تنمو عشبة البقدونس الفرنسيّ في المروج وتتواجد على تربة مساميّة رطبة قليلًا. كما يعتبر استخدام هذه العشبة آمنًا من قبل الناس في جميع أنحاء العالم.
ينمو هذا النبات بشكل أفضل في درجات الحرارة الباردة وفي الأماكن المظلّلة ويحبّ الماء. كما يفضل التربة الرطبة الغنيّة بالدبال ذات التصريف الجيّد.  للبقدونس الفرنسيّ جذر أساسيّ أبيض ورفيع ومفرد قويّ مع جذع فرويّ مجوّف ومخدّد بدقّة ومستدير ومتفرّع كثيرًا وذو لون أخضر فاتح وشعر.
بالإضافة إلى السرفيل الشائع، هناك نوع آخر مجعّد ويستخدم للزينة. هناك أيضا سرفيل بصليّ الشكل. جذورها الدرنيّة، فيها نسبة عالية من النشا، تؤكل مثل الخرشوف القدسيّ. يفقد البقدونس الفرنسيّ نكهته مع الطهي المطوّل، لذلك من المهمّ إضافته في نهاية الطهي. 
نشأ البقدونس الفرنسيّ في منطقة القوقاز في أوروبا الشرقيّة وتمّ توزيعها من قبل الرومان في جميع أنحاء أوروبا. يمكن حصاد الأوراق بعد 45 إلى 60 يومًا من تاريخ البذر. سرفيل يشبه البقدونس بنكهة خفية وبنية دقيقة، يُعرف السرفيل في المقام الأوّل بنكهته الخفيفة من اليانسون أو عرق السوس. غالبًا ما تتمّ مقارنتها بنكهات الشمّر والطرخون والبقدونس.
نبات البقدونس الفرنسيّ هو علاج تقليديّ للأحلام السيّئة والحروق واضطرابات المعدة. وهو مصدر ممتاز لمضادّات الأكسدة التي تعمل على تثبيت أغشية الخلايا وتقليل الالتهاب المرتبط بالصداع والتهاب الجيوب الأنفيّة والقرحة الهضميّة والالتهابات. يستخدم البقدونس الفرنسيّ كغسول للعين لإنعاش العيون. تمّ أيضًا صنع البقدونس الفرنسيّ في الشاي وتناوله لخفض ضغط الدم. يعتبر البقدونس الفرنسيّ نباتًا مغذّيًّا، فهي مصدر جيّد لفيتامين C والكاروتين والحديد والمغنيسيوم. يعتبر البقدونس الفرنسيّ أيضًا مصدرًا غنيًّا للبيوفلافونويد، التي تساعد الجسم بعدّة طرق، بما في ذلك امتصاص فيتامين C. وهو مساعد على الهضم البطيء. 
كما أنّ البقدونس الفرنسيّ يرتبط بالاحتفال بعيد الفصح في أجزاء من أوروبا، حيث يتمّ تناوله كجزء من مراسم خميس الأسرار. يرتبط بعيد الفصح لأنّ رائحته تشبه رائحة المرّ (إحدى الهدايا للطفل يسوع من الحكماء الثلاثة) وبسبب ظهوره في أوائل الربيع يرمز إلى التجديد.

## الخواص
مثير للشهية، وله مفعول مسكن للألم بعض الشيء ويستخدم عصيره في حالات التهاب الكبد البسيطة، وأحيانا يمزج هذا العصير بالحليب، وله أثر فعال في إيقاف اليرقان عند بدء الإصابة به. كما يمكن استخدام البقدونس في حالة انحباس البول، كلزقة خارجية من أوراقه المشوية، ونفس الوصفة تنطبق في حالة التهاب القرنية والتهابات العين وفي حالة الرعاف.
وتستطيع المرضع التي تصلب نهداها والتهبا أن تفيد من اللزقة نفسها في وقف الالتهاب وإلانة التصلب. كما تستطيع زيادة الإدرار في لبنها إذا أكثرت من تناول البقدونس الإفرنجي، أما البقدونس العادي فإنه يعطي عكس النتيجة المطلوبة.
وللبقدونس الإفرنجي فوائد أخرى. فإذا فرك مان لسعات الحشرات والهوام بالبقدونس بقوة أفاد ذلك في إزالة آثار اللسعات. أما إذا سحقت أوراق البقدونس الإفرنجي وأضيف إليها الملح والخل أفادت بصورة ملحوظة في لأم الجروح الخبيثة.